# Africké fórum pro obnovu
Africké fórum pro obnovu (francouzsky Forum Africain pour la Réconstruction, FAR) je politická strana v Gabonu založená roku 1992.

## Historie
Africké fórum pro obnovu bylo založeno v roce 1992 sloučením Gabonské socialistické strany (PSG), Gabonské socialistické unie (USG) a Hnutí za národní obnovu (MORENA). Tyto původní strany získaly během parlamentních voleb v roce 1990 celkem jedenáct křesel v Národním shromáždění.
Kandidátem FAR pro prezidentské volby v roce 1993 byl Léon Mbou Yembi. Ten ve volbách podle oficiálních výsledků skončil se ziskem 1,8 % hlasů osmý ze třinácti kandidátů.
V parlamentních volbách v roce 1996 kandidovala USG samostatně. FAR v těchto volbách získala jeden mandát, který v parlamentních volbách v roce 2001 ztratila a opět získala v parlamentních volbách v roce 2006. V obou případech tento mandát zastával Léon Mbou Yembi. V roce 2005 v prezidentských volbách neúspěšně kandidoval Augustin Moussavou King z PSG, který podle oficiálních výsledků získal 0,3 % hlasů. FAR oficiální volební výsledky nezpochybnila. V parlamentních volbách v roce 2011 nominovala strana jediného kandidáta. Ve volbách neuspěla a ztratila své parlamentní zastoupení.